# Thiodina melanogaster
Thiodina melanogaster är en spindelart som beskrevs av Mello-Leitao 1917. Thiodina melanogaster ingår i släktet Thiodina och familjen hoppspindlar. Inga underarter finns listade i Catalogue of Life.